# Клебу
Клебу (норв. Klæbu) — коммуна в губернии Сёр-Трёнделаг в Норвегии. Административный центр коммуны — город Клебу. Официальный язык коммуны — букмол. Население коммуны на 2007 год составляло 5558 чел. Площадь коммуны Клебу — 186,36 км², код-идентификатор — 1662.

## История населения коммуны
Население коммуны за последние 60 лет.

Статистика коммуны Клебу